# Matjaž Šinkovec (diplomat)
Matjaž Šinkovec, slovenski jezikoslovec, politik, novinar, prevajalec in diplomat, * 22. maj 1951, Ljubljana.

## Življenje
Leta 1974 je na Filozofski fakulteti v Ljubljani diplomiral iz jezikoslovja, leta 1976 pa še magistriral.
Sprva je deloval kot novinar in svobodni prevajalec. V aktivno politiko se je vključil leta 1990, ko je postal poslanec v Skupščini Republike Slovenije; to je opravljal do leta 1992.
Nato je vstopil v diplomatsko službo: bil je veleposlanik Republike Slovenije v Združenem kraljestvu (1992-1997) in nerezidenčni veleposlanik na Irskem (1996-1997); nato je prevzel dolžnost državnega podsekretarja Republike Slovenije za področje varnostne politike na Ministrstvu za zunanje zadeve Republike Slovenije (1997-1999).
Leta 1999 je ponovno prevzel diplomatsko mesto, in sicer je postal vodja Stalne misije Republike Slovenije pri Natu (1999-2004) in vodja Stalne misije Republike Slovenije pri Zahodnoevropski uniji (1999-2004). Leta 2004 je postal stalni predstavnik Republike Slovenije v Severnoatlantskem svetu.
Od oktobra 2006 do leta 2007 je bil tudi direktor Slovenske obveščevalno-varnostne agencije.
Novembra 2008 je predsednik Republike Slovenije, Danilo Türk, zavrnil predlog zunanjega ministra Dimitrija Rupla (ki pa ga je nova vlada podprla), da imenuje Šinkovca za veleposlanika v ZDA. Nova vlada (na predlog tedaj novega zunanjega ministra Samuela Žbogarja) pa ga je 10. decembra 2008 imenovala za posebnega odposlanca za kandidaturo Slovenije za nestalno članico varnostnega sveta OZN.
Njegov oče je bil slovenski novinar Ivan Šinkovec.

## Dela
- Šinkovec, Matjaž; Novak, Božidar (1990). Kako zmagati na volitvah: praktični priročnik za izvedbo uspešne predvolilne kampanje. Ljubljana: ČKZ. COBISS 17334784.
- Šinkovec, Matjaž (2002). What a waste love affairs (v angleščini). S.I.: 1st Books Library. COBISS 289414400. ISBN 978-0-75967-795-1.
- Šinkovec, Matjaž; Žvokelj, Barbara, ur. (2006). Goodbye NATO*: *everything you wanted to know about it but were afraid to ask; a collection of farewell speeches of ambassadors, permanent representatives on the North Atlantic Council, and its chairman - secretary general of NATO (v angleščini in francoščini). ZDA: Lulu. COBISS 246646016. ISBN 978-1-4303-0098-4.
- Brezigar, Bojan; Jazbec, Milan; Marn, Matej; Pipan, Anita; Pirnat, Žiga; Šinkovec, Matjaž; Šuc, Gregor, ur. (2008). Predsedovanje Slovenije Svetu Evropske unije: zunanji odnosi. Ljubljana: Ministrstvo za zunanje zadeve Republike Slovenije. COBISS 240299008. ISBN 978-961-6566-07-0.
- Šinkovec, Matjaž (2012). 1001 laws of survival (v angleščini). ZDA: Lulu. COBISS 295475200. ISBN 978-1-300-57547-4.
- Šinkovec, Matjaž (2012). The magic Mr. Sweeney or stardrive rejects: Stories of Fantasy & Science Fiction (v angleščini). ZDA: Lulu. COBISS 90886145.
- Šinkovec, Matjaž (2013). The Book of Morian (v angleščini). ZDA: Lulu. COBISS 90884609. ISBN 978-1-304-43192-9.
- Šinkovec, Matjaž (2013). Toy: as ut uv mawo (v angleščini). ZDA: Lulu. COBISS 289413632. ISBN 978-1-300-67569-3.
- Šinkovec, Matjaž (2014). Čakajoč Samuela: prispevki k oblikovanju slovenske zunanje politike 2008-2012 med čakanjem na osebni pogovor z ministrom za zunanje zadeve. ZDA: Lulu. COBISS 512393331. ISBN 978-1-304-61174-1.
- Šinkovec, Matjaž (2014). The 2020 Vision for the Western Balkans : the Rough Version (v angleščini). ZDA: Lulu. COBISS 90888961. ISBN 978-1-304-82017-4.
- Šinkovec, Matjaž; Luznar, Pia, ur. (2017). The Truth Is Our Most Powerful Weapon: Political Prisoners of Today and Yesterday (v angleščini). ZDA: Lulu. COBISS 295476224. ISBN 978-1-312-90853-6.
- Šinkovec, Matjaž; Perčič, Monika, ur. (2019). Quo vadis: Slovenija v Afriki: deklaracije, strategije, izjave in razmišljanja. S.I.: Nkoza & Nankya Press. COBISS 72449795. ISBN 978-1-387-70096-7.